# Nigma flavescens
Pour les articles homonymes, voir Nigma et flavescens.
Espèce
Nigma flavescens est une espèce d'araignées aranéomorphes de la famille des Dictynidae.

## Répartition
Cette espèce se rencontre en Europe mais est absente des îles britanniques et de la Scandinavie.

## Habitat
Nigma flavescens occupe les lisières bien exposées des forêts caducifoliées, principalement les chênaies.

## Description

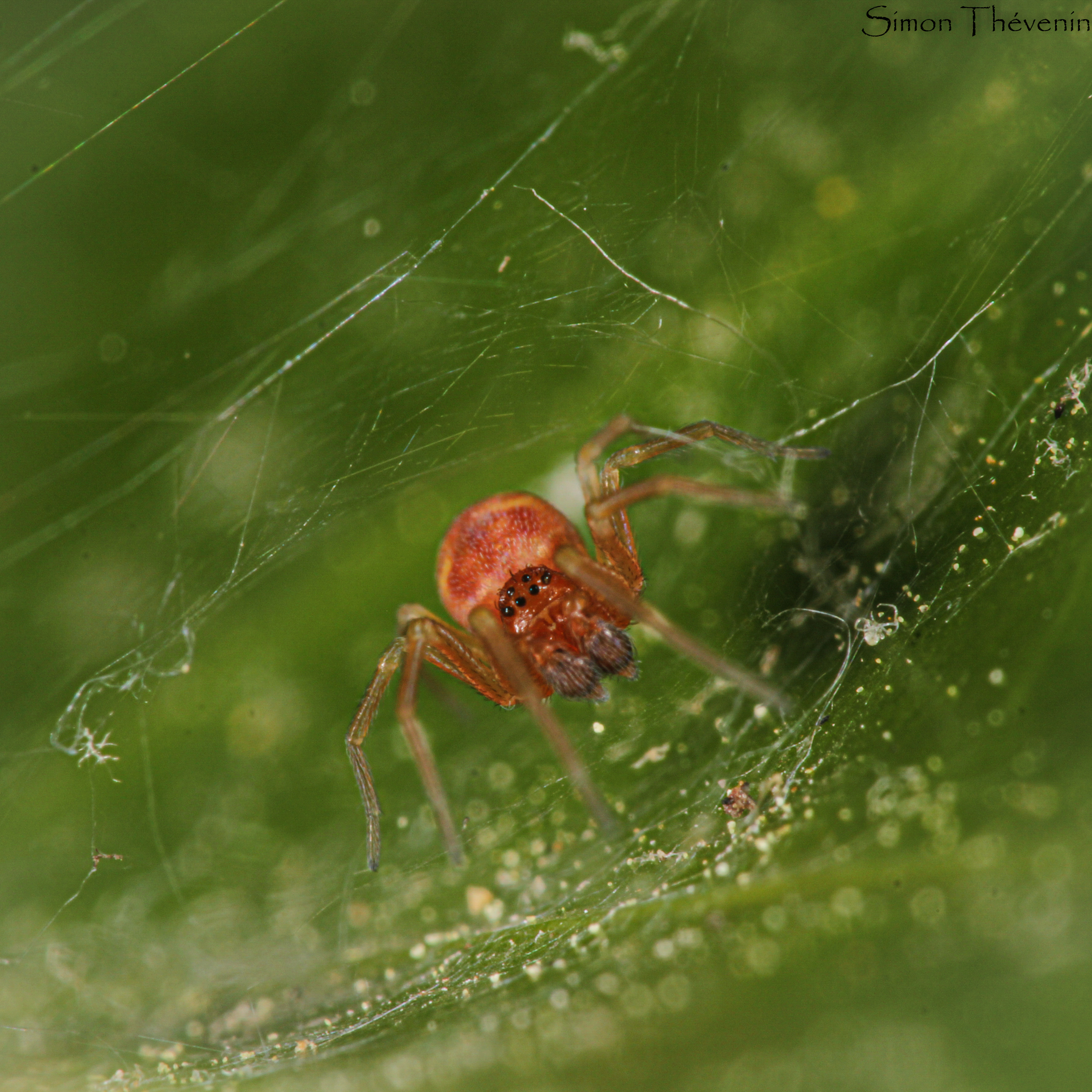
Nigma flavescens, mâle vu de face.

Cette araignée mesure de 2,5 à 4 mm. Son corps est de couleur roux clair. Le mâle de cette espèce est très proche de celui de Nigma puella, toutefois il s'en différencie par la présence de bosses situées vers le haut des chélicères.

## Écologie
Les adultes sont visibles de mai à juin, et jusqu'à août pour les femelles. Elle construit une toile en loge sur les feuilles où elle s'y cache.

## Systématique
Le nom valide complet (avec auteur) de ce taxon est Nigma flavescens (Walckenaer, 1830).
L'espèce a été initialement classée dans le genre Drassus sous le protonyme Drassus flavescens Walckenaer, 1830.
Nigma flavescens a pour synonymes :
- Drassus flavescens Walckenaer, 1830
- Heterodictyna flavescens (Walckenaer, 1830)
- Nigma orientalis (Kulczyński, 1895)